# Синагога в Жовкві (срібна монета)
«Синаго́га в Жо́вкві» — пам'ятна срібна монета номіналом 10 гривень, випущена Національним банком України, присвячена пам'ятці юдейської сакральної архітектури та оборонного будівництва — синагозі (1692 рік) у м. Жовква, що побудована в стилі ренесансу і є однією з найбільших в Європі оборонних споруд у цьому стилі.
Монету введено в обіг 22 листопада 2012 року. Вона належить до серії «Пам'ятки архітектури України».

## Опис монети та характеристики
| Номінал грн. | Метал            | Маса, г      | Діаметр, мм | Якість виготовлення | Гурт                           | Тираж, штук |
| ------------ | ---------------- | ------------ | ----------- | ------------------- | ------------------------------ | ----------- |
| 10           | срібло 925 проби | 31,1 / 33,62 | 38,6        | пруф                | гладкий із заглибленим написом | 7 000       |

### Аверс
На аверсі монети розміщено: угорі малий Державний Герб України, напис півколом «НАЦІОНАЛЬНИЙ БАНК УКРАЇНИ», у центрі монети у колі зображено фрагмент фасаду будівлі синагоги, праворуч та ліворуч від якого — стилізований орнамент, рік карбування монети «2012» (праворуч), унизу напис — «ДЕСЯТЬ ГРИВЕНЬ».

### Реверс
На реверсі монети на тлі декоративно-умовного плану будівлі зображено синагогу та вгорі розміщено написи «СИНАГОГА» «в м. ЖОВКВА».

## Автори

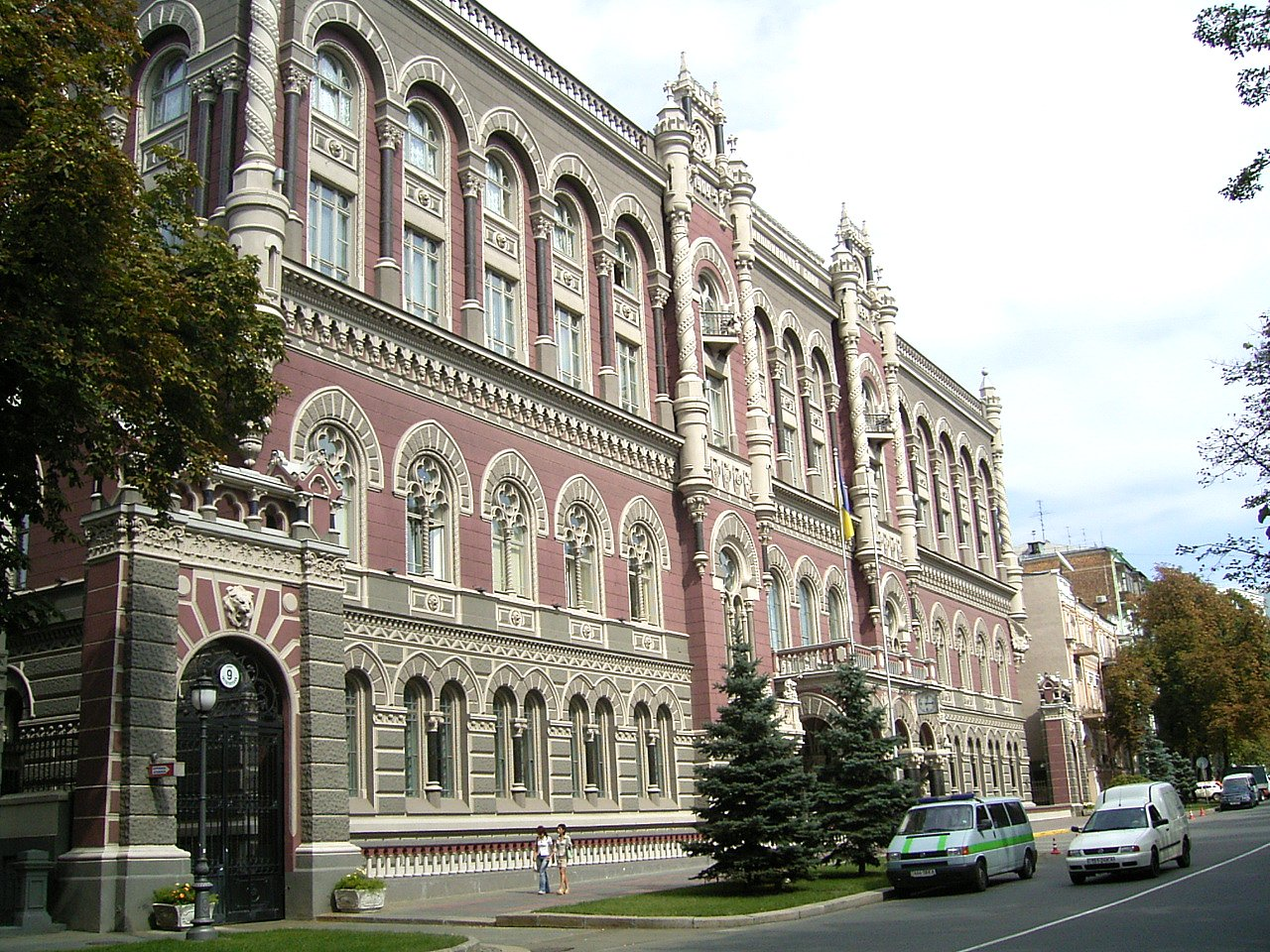
Будівля Національного банку України

- Художник — Атаманчук Володимир.
- Скульптор — Атаманчук Володимир.

## Вартість монети
Ціна монети — 618 гривень була вказана на сайті Національного банку України в 2014 році.
Фактична приблизна вартість монети з роками змінювалася так:
| Рік        | 2013 | 2014 | 2015 | 2016 | 2017 | 2018 | 2019 | 2020 | 2021 | 2022  | 2023  | 2024  | 2025  |
| ---------- | ---- | ---- | ---- | ---- | ---- | ---- | ---- | ---- | ---- | ----- | ----- | ----- | ----- |
| Ціна, грн. | 600  | 450  | 550  | 630  | 670  | 710  | 670  | 620  | 980  | 1 180 | 1 570 | 2 100 | 2 400 |